# 최후의 정무문
최후의 정무문은 1977년 감독 김시현 이 제작한 이소룡을 바탕으로한 한국 그리고 홍콩의 합동작 무술영화이다. 이 영화는 거룡 (본명: 문경석)의 첫데뷔작이였으며 해외에서는 The Real Bruce Lee라는 다큐멘터리로 출시되었다.

## 줄거리
정무문의 새로운 지도자 대동이 일본인들에게 도전을 받는다. 대동은 도전을 하지만 결국패하고 만다. 이 소식을 듣고 그의 친구 금산선생의 수제자 충 (거룡)이 정무문을 다시 지키러온다. 중국에서 대동의 장례식을 치루는 도중, 충은 구로마사로부터 도전장을 받게되고, 구로마사를 이기고 충은다시 조선으로 돌아온다. 그러나 충은 곧 자기가 없던 사이에 금산선생과 아내가 살해 당했음을 알게되고 일본인들을 무찌르고, 자기의 아기를 안고 어디론가 떠난다.

## The Real Bruce Lee
The Real Bruce Lee는 1977년도 Serafim Karalexis 그리고 Dick Randell이 제작한 이소룡의 관한 다큐멘터리이다. 첫번째 파트에서는 이소룡이 어린시절에 찍은 영화들 그리고 짦은 이소룡의 영화삶에 대하여 나온다. 두번째 파트에서는 이소룡이 죽고난뒤 이소룡의 모방자에 하종도 (Bruce Li)에 대하여 간략한 비디오가 있다. 그리고 마지막으로 거룡의 데뷔작 최후의 정무문을 끝으로 다큐멘터리가 마무리가 된다.

### 속편
The Real Bruce Lee다큐멘터리는 그후 2009년도에 속편 The Real Bruce Lee 2가 출시된다. 그러나 이 다큐멘터리는 거룡 데뷔작 최후의 정무문과는 아무 관련이 없다.

## 출시
최후의 정무문은 한국과 홍콩에서 VHS로 출시되었다. 그후 2009년 해외랑 한국에서 다시 The Real Bruce Lee라는 제목으로 DVD가 출시되었다.

## 출연자
- 거룡
- 이소룡 (다큐멘터리)
- 하종도 (다큐멘터리)
- 최민규
- 김기주
- 이예민
- 곽무성
- 한명환
- 마두식
- 김왕국